# ヨコミゾマコト
ヨコミゾ マコト（横溝 真
1962年 - ）は、日本の建築家。有限会社aat+ヨコミゾマコト建築設計事務所主宰、東京芸術大学美術学部建築科教授。日本建築学会賞作品賞、日本建築家協会賞など受賞。

## 略歴
神奈川県生まれ。神奈川県立小田原高等学校を経て、東京芸術大学美術学部建築科卒業、同大学大学院美術研究科建築専攻修了。伊東豊雄建築設計事務所に勤務後、aat+ヨコミゾマコト建築設計事務所設立。
新富弘美術館の国際設計競技で最優秀案を獲得。

### 年譜
- 1962年 - 神奈川県生まれ[1]
- 1984年 - 東京芸術大学美術学部建築科卒業[1]
- 1986年 - 東京芸術大学大学院美術研究科建築専攻修了[1]
- 1988年-2000年 - 伊東豊雄建築設計事務所勤務[1]
- 2001年 - aat＋ヨコミゾマコト建築設計事務所設立[1]
- 2009年 - 東京芸術大学美術学部建築科准教授[1]
- 2015年 - 東京芸術大学美術学部建築科教授[1]

## 主な作品

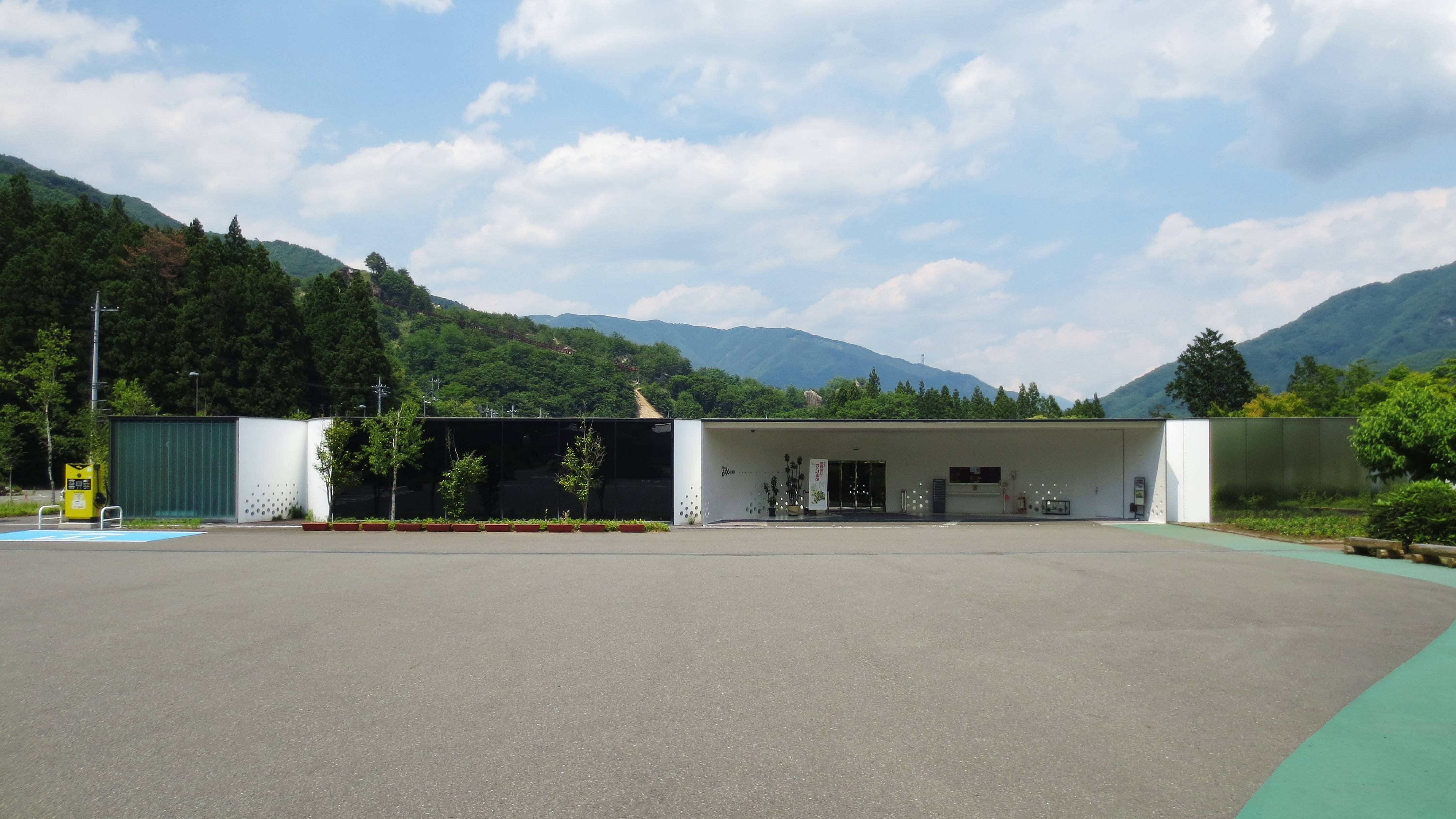
富弘美術館

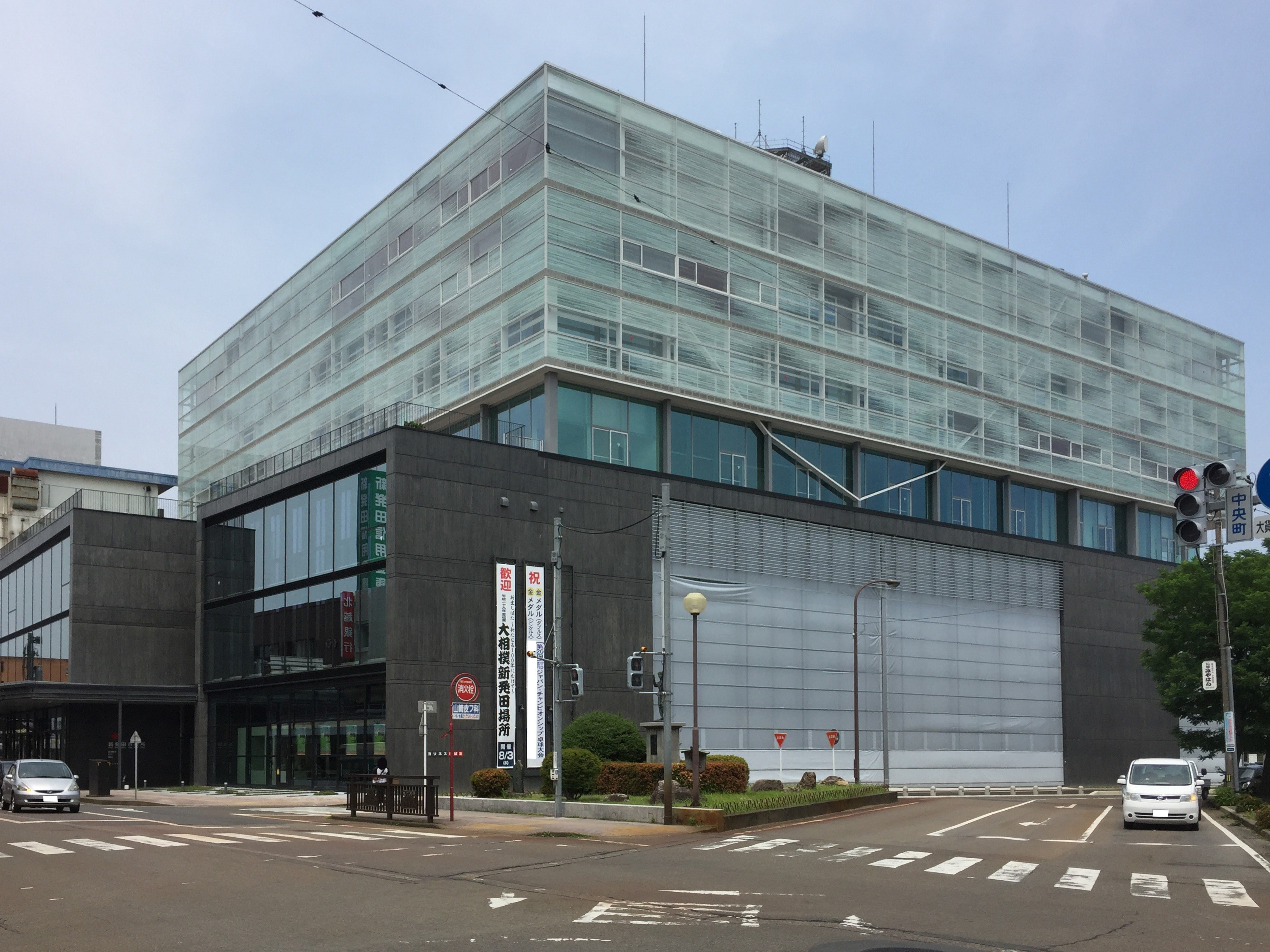
新発田市庁舎 ヨリネスしばた

- 2001年 - 山崎広太「ハイパーバラッド」（共作）（ダンス舞台美術、新国立劇場中ホール・東京都）
- 2001年 - 山崎広太「ショロン」（共作）（ダンス舞台美術、シアターコクーン・東京都）
- 2002年 - HEM（集合住宅、東京都）
- 2002年 - FUN（住宅、千葉県）
- 2002年 - ブラッセルズ神谷町店（共作）（店舗内装、東京都）
- 2003年 - HAB（住宅、千葉県）
- 2003年 - イドロパット渋谷店（共作）（店舗内装、東京都）
- 2004年 - TEM（集合住宅、東京都）
- 2004年 - MEM（集合住宅、千葉県）
- 2004年 - MSH（住宅、東京都）
- 2005年 - 富弘美術館（美術館、群馬県）[2]
- 2006年 - KEM（集合住宅、東京都）
- 2006年 - NYH（スタジオ併用住宅、愛知県）
- 2006年 - GSH（住宅併用業務ビル、東京都）
- 2007年 - AEM（集合住宅、東京都）
- 2007年 - TEO（集合住宅、東京都）
- 2007年 - NKR（飲食店、愛知県）
- 2008年 - 空蓮房（ギャラリー、東京都）
- 2008年 - STYIM（共作）（集合住宅、東京都）
- 2009年 - KES（集合住宅、東京都）
- 2009年 - DST（商業ビル、東京都）
- 2009年 - MES（集合住宅、東京都）
- 2009年 - OKH（住宅、神奈川県）
- 2012年 - MOH（住宅、神奈川県）
- 2012年 - 谷中テラス（集合住宅、東京都）
- 2013年 - 白い闇（インスタレーション、オカムラデザインスペースR・東京都）[3]
- 2014年 - YIH/ある家（住宅、東京都）
- 2016年 - 代々木西原テラス（集合住宅、東京都）
- 2016年 - 新発田市庁舎 ヨリネスしばた（庁舎、新潟県）[4]
- 2016年 - 釜石情報交流センター（交流施設、岩手県）
- 2017年 - 釜石市民ホール TETTO（文化施設、岩手県）[5]
- 2019年 - 祝祭の広場（公園、大分県）

### 計画案
- 2001年 - 同志社大学情報メディア施設計画プロポーザルコンペ案（教育施設、京都府）
- 2003年 - 武蔵境新公共施設プロポーザルコンペ案（文化施設、東京都）
- 2005年 - 十和田市野外芸術文化ゾーンアートセンタープロポーザルコンペ案（美術館、青森県）
- 2006年 - 塩尻市市街地再開発ビルプロポーザルコンペ案（図書館等、長野県）
- 2008年 - 宇土市立宇土小学校プロポーザルコンペ案（教育施設、熊本県）
- 2009年 - 大多喜町庁舎プロポーザルコンペ案（庁舎、千葉県）

## 展覧会
- 1996年 - 第15回SDレビュー（共作）（東京展／ヒルサイドテラス　大阪展／大阪芸術大学）
- 2004年 - 世界の美術館未来への架け橋「日本から未来へ」展（兵庫県立美術館、いわき市立美術館、岩手県立美術館、神奈川県立近代美術館、金沢21世紀美術館）
- 2004年 - 東京建築士会住宅建築賞入賞・入選作品展（東京都）
- 2005年 - 東京建築士会住宅建築賞入賞・入選作品展（東京都）
- 2005年 - ギャラリー・間 20周年記念展「日本の現代住宅1985～2005」展（ギャラリー・間・東京 他、国内巡回）
- 2006年 - 国際交流基金「PARALLEL NIPPON パラレル・ニッポン 現代日本建築展」（東京都写真美術館 他、海外巡回）
- 2006年 - ARHILAB 2006 JAPAN nested in the city展（フランス・オルレアン）
- 2007年 - SCANNED ARCHITECTURE IN TOKYO展（リスボン建築トリエンナーレ ポルトガル館・リスボン）
- 2007年 - 第1回リスボン建築トリエンナーレ帰国展（リビングデザインセンターOZONE・東京都）
- 2008年 - INTERSECTION TOKYO展（カリフォルニア州立大学都市建築学科）
- 2008年 - UMUTオープンラボ―建築模型の博物都市展（東京大学総合研究博物館・東京都）
- 2009年 - ARCHITECTS 2.0 WEB世代の建築進化論展（EYE OF GYRE 表参道・東京都）
- 2011年 - Post 3.11 これからデザインにできること展（AXISギャラリー・東京都）
- 2011年 - リトアニア日本建築家展 EAST-EAST3 （行幸地下ギャラリー・東京都）
- 2012年 - 国際交流基金「3.11-東日本大震災の直後、建築家はどう対応したか：緊急／仮設／復興」（仙台、パリ 他、海外巡回）
- 2012年 - 第3回モスクワ建築ビエンナーレ SIMPLICITY展（ロシア・モスクワ）
- 2017年 -  JAPAN-NESS Architecture et Urbanisme au Japon Depuis 1945 展(ポンピドゥーセンターメス・フランス）

## 受賞
- 2005年 - 東京建築士会住宅建築賞金賞（TEM）[1]
- 2006年 - 日本建築学会賞作品賞（富弘美術館）[1][6]
- 2006年 - The  International Architecture Awards（富弘美術館）[7]
- 2007年 - 日本建築家協会賞（富弘美術館）[1][8]
- 2007年 - 日本産業デザイン振興会グッドデザイン賞金賞（STYIM）[1][9]
- 2013年 - 第57回神奈川建築コンクール住宅部門 優秀賞（MOH）[1][10]
- 2013年 - 神奈川県建築士事務所協会賞（MOH）
- 2013年 - 日本建築学会関東支部神奈川支所賞（MOH）
- 2018年 - 平成29年度 プレストレストコンクリート工学会賞作品賞（新発田市庁舎）
- 2018年 - 平成29年度 照明学会東北支部 照明優秀技術賞（新発田市庁舎）
- 2018年 - 第44回東京建築賞東京都建築士事務所協会会長賞（新発田市庁舎）
- 2018年 - 平成30年日本建築士会連合会賞優秀賞（新発田市庁舎）
- 2018年 - 第52回日本サインデザイン賞／SDA賞入選　東北地区賞（釜石市民ホール）
- 2018年 - 日本産業デザイン振興会グッドデザイン賞2018（釜石市民ホール）

括弧内は受賞作品

## aat＋ヨコミゾマコト建築設計事務所/東京芸術大学ヨコミゾ研究室出身の建築家
- 伊藤暁[11]
- 坂東幸輔[12]